# サンディ・デニス
サンディ・デニス（Sandy Dennis、1937年4月27日 – 1992年3月2日）は、アメリカ合衆国の舞台・映画女優。『草原の輝き』（1961年）で銀幕デビュー。1960年代に、2つのトニー賞、並びに『ヴァージニア・ウルフなんかこわくない』（1966年）でアカデミー助演女優賞を受賞。
有名な動物愛護活動家で、グランド・セントラル駅の深部から野良猫を救出した。コネティカット州ウエストポートで亡くなったとき、長年の友人が引き取った20匹以上の猫と暮らしていた。

## 生い立ち
ネブラスカ州ヘイスティングスで秘書のイボンヌ（旧姓ハドソン）、郵便局員ジャック・デニスの娘として生まれる。両親は38年間の結婚生活の後、1966年に離婚。8歳年上の兄、フランクがいる。ネブラスカ州ケンソウで成長し、1955年に同州リンカーンのリンカーン高校 (Lincoln High School) を卒業。クラスメートの 1人に、作家でコメディアンのディック・カヴェットがいる。ネブラスカ・ウェスレヤン大学とネブラスカ大学リンカーン校に通い、リンカーン・コミュニティ・シアター・グループの舞台を踏んだ後、19歳でニューヨーク市に移り、HBスタジオで演技を学んだ。

## 経歴

### 初期
1956年、『ガイディング・ライト』でテレビデビューを果した。
1957年、ウィリアム・インジ作、エリア・カザン演出によるブロードウェイの舞台『階段の上の暗闇』の代役としてキャスティングされ、早くも注目された。カザンはナタリー・ウッドとウォーレン・ベイティが主演した初の長編映画、『草原の輝き』（1961年）に端役でデニスを起用した。
1960年、ジャック・レモンの相手役として、ブロードウェイの舞台『Face of a Hero』に出演。公演は短期間で終了したが、デニスは高評価を受けた。マイケル・レッドグレイヴとグーギー・ウィザースも出演したグレアム・グリーン作の舞台『The Complaisant Lover』（1961–62年）は、更に成功して101回公演を記録した。

### ブロードウェイでの成功
ハーブ・ガードナー作の舞台『裏街・太陽の天使』（1962–63年）でジェイソン・ロバーズと共演で主役を務め、ブロードウェイで有名になるとともにトニー賞を受賞した。ショーは428回の公演となった。
この頃、『裸の町』（1962、63年）、『逃亡者』（1963年）、『事件と裁判』（1964年）、『Mr. Broadway』（1964年）などのテレビドラマにゲスト出演している。983回公演を記録したブロードウェイの喜劇『水曜ならいいわ』（1964–66年）で主役を務め、2度目のトニー賞を受賞した。

### 映画界での成功
デニスの2作目の映画出演は『バージニア・ウルフなんかこわくない』（1966年）で、ジョージ・シーガル演じるニックの脆弱で神経症の若妻ハネーを演じた。マイク・ニコルズが監督し、エリザベス・テイラー、リチャード・バートンが主演したこの映画は非常に高く評価され、興行的な成功を収めた。デニスもアカデミー助演女優賞を受賞した。
映画化もされたチェーホフ作の『三人姉妹』で舞台に復帰、ジェラルディン・ペイジ、キム・スタンレーと共演した。
初の主演映画は、ロバート・マリガン監督の『下り階段をのぼれ』（1967年）であった。ボズレー・クラウザーはニューヨーク・タイムズのレビューで、彼女を「感情の広がりと深さが鮮やかなパフォーマンス……自然に魅力的で、繊細で、明晰で、どこまでも心を打つ」と評した。この映画は物議を醸すテーマにもかかわらず、マーク・ライデル監督の『女狐』（1967年）と同様に興行的成功を収めた。1967年、デニスはアメリカで18番目のビッグスターに選ばれた。
一時的にブロードウェイに戻り、短期公演であった舞台『Daphne in Cottage D』（1967年）に出演した。
映画『今宵かぎりの恋』（1968年）に複数の恋人を持つ致命的な病状の女性として主演し、戯曲『夜を逃れて』（1968年）のテレビ版に出演した。
ロンドンに行き、『愛のふれあい』（1969年）に主演。これは（ロバート・アルトマンが監督したにもかかわらず）『雨にぬれた舗道』（1969年）同様に商業的に失敗した。ジャック・レモンと共演したニール・サイモンのコメディ『おかしな夫婦』（1970年）はヒットした。

### テレビ出演と助演
スチュアート・ホイットマンと共にテレビ映画『Only Way Out Is Dead』（1970年）に出演。ブロードウェイに戻り、100回以上の公演を行なったアラン・エイクボーンの『How the Other Half Loves』（1971年）に出演。その後スティーヴン・スピルバーグ監督のテレビ映画『恐怖の館』（1972年）に出演したが、賛否両論を巻き起こした。
ブロードウェイの『Let Me Hear You Smile』（1973年）は1回の公演に終ったが、『Absurd Person Singular』（1974–76年）は大ヒットし、591回の公演が行われた。
1974年、パトリック・ワトソンが過去の偉人にインタビューする設定の『Witness to Yesterday』のパイロット版でジャンヌ・ダルクを演じた。
ジェイソン・ロバーズと共に『Mr. Sycamore』（1975年）に出演し、ラリー・コーエンによる低予算のホラー映画『ディーモン/悪魔の受精卵』（1976年）に端役で出演。イギリスのコメディ『Nasty Habits』（1977年）での彼女の演技は、ニューヨーク・タイムズのヴィンセント・キャンビーから厳しい批判を受けた。
『ポリス・ストーリー』のエピソード（1978年）にゲスト出演、テレビ映画の『Perfect Gentlemen』（1979年、脚本はノーラ・エフロン）と『Wilson's Reward』（1981年）に出演。ブロードウェイでロングラン中の『セイム・タイム、ネクスト・イヤー』のキャストに一時的に加わった。
アラン・アルダの『四季』（1981年）で好評を博し、ブロードウェイのジーン サックスの『The Supporting Cast』（1981年）に出演した。ロバート・アルトマンの『わが心のジミー・ディーン』（1982年）の舞台・映画版双方に参加した。

### 後の経歴
1980年代半ばから後半にかけて、健康上の理由から活動を制限していた。『Young People's Specials』（1985年）、『ラブ・ボート』1985年）、『ヒッチコック劇場』（1985年）、『ザ・シークレット・ハンター』（1986年）でテレビ出演。映画では1986年にリメイクされた『悪魔のような恋人』、ウディ・アレンの『私の中のもうひとりの私』 (1988年)、ホラー映画『ホラー・スコープ』 (1989年) と『ペアレンツ』 (1989 年) で脇役を務めた。
最後の映画出演は1990年に撮影され、1991年に公開された犯罪映画『インディアン・ランナー』であった。この映画はショーン・ペンの映画監督デビュー作となった。2人の息子のうちの1人を演じた俳優のヴィゴ・モーテンセンは、映画について次のように書いている。
ショーン・ペンとプロデューサーのドン・フィリップスに初めて会って、私がフランクを演じる可能性について話し合ったとき、彼らに最初に尋ねた質問の1つは、誰が母親役を演じるのか考えているか、と言うことでした。ショーンが、サンディ・デニス以外の人物をこの役に起用するつもりはないと答えたとき、私はこれ以上ないほど満足し、同意しました。友人としての彼女への気持ちはさておき、彼女は映画にとって大きな財産であり、私たち全員に最善を尽くすよう促してくれると信じていました。これは真実だったことが証明されました。結局のところ彼女のシーンのほとんどはカットされました。これは彼女の失態によるものではありません。それどころか彼女はずっと素晴らしかった……彼女は私たちの誰よりもはるかに上のレベルで働いていました。彼女がシーンに投入した集中力と感受性は目覚ましいものでした。心が痛む。彼女が登場人物の感情的な崩壊を見せてくれたので、私たちのほとんどが彼女が卵巣癌で死に瀕していることを知っていたという事実は、その経験をさらに感動的なものにしました。

## 死去
デニスは1992年3月2日、コネチカット州ウェストポートの自宅で卵巣癌のため54歳で亡くなった。

## 私生活
デニスは1965年から1974年まで、著名なジャズ・ミュージシャンのジェリー・マリガンと暮らしていた。1965年10月、彼女の故郷の新聞リンカーン・ジャーナル・スターは、彼女とマリガンがその年の6月にコネチカットで結婚したと報じたAP通信の記事を発表した。しかし、デニスは1989年のピープル誌のインタビューで、意図せず妊娠したため結婚したふりをしただけだったと認めた。結局デニスは流産し、「もし私が母親になっていたら、その子を愛していたでしょうが、妊娠中はその子とは何の関係もありませんでした……私は子供を望んだことはなく、象を飼っているような気分でした。」と付け加えた。
1980年から1985年まで、デニスは俳優のエリック・ロバーツと暮らしていた。1981年6月4日、ロバーツが彼女のジャーマン・シェパードを車に載せていた時、彼は車を木に衝突させた。当時ロバーツはコカインの影響下にあって72時間昏睡状態に陥り、ブロードウェイの舞台『青春の祈り/司祭への道』（Mass Appeal）からの撤退を余儀なくされた。デニスの犬は事故を生き延びた。彼女とロバーツは1983年春に結婚する約束をしていたが、式典が行われる事は無かった。
デニスの性的指向に関しては1968年にスキャンダル雑誌「Uncensored」が、彼女はレズビアンであるという記事を掲載して以来論争の的になった。エリック・ロバーツはデニスの死後20年以上経ってから、彼女がバイセクシュアルであったことを明かした。ロバーツによると、デニスは多くの女性とレズビアンの関係を持っており、「女性の美しさの価値を認めていました。しかし、とてもとても若い男性が女性にできることも好きで、その良さを理解していたと思います」と語った。
デニスの存命中には、1981年にジョン・F・ケネディ・センターでアンサンブル・キャストとして出演していた際のクリスチャン・サイエンス・モニターによるインタビューなど、詳細なインタビューが公開されたが、デニスと女性との密接な関係については言及されなかった。インタビューには彼女の婚姻状況に関するやり取りが含まれていた。
ある時、私が「あなたがジェリー・マリガンと結婚していたとき……」と言うと、彼女は「私は誰とも結婚したことがありません」と手短に遮った。私は「Who's Who」では、マリガンと結婚していた事になっていると指摘した。

彼女は「そんなことはありません。私はそこにこだわるわけではありませんが、実は私は結婚したことがありません。長い付き合いでしたが、結婚したことはありません……」と言った。
しかし、現在の伝記には次のように書かれている。「1965年6月、3週間の求愛の後、サンディ・デニスはジャズのサックス奏者で作曲家のジェリー・マリガンと結婚した。」

彼女はまっすぐに座り繰り返した。「私は結婚したことはありません。そして私はそれについてこだわるわけではありません。ただ真実は、私は結婚したことがないということです。私がかつて結婚していたというのは真実ではなく、従って離婚したこともないということです。マスコミはその結論に飛びつきました。誰かのところに行って語るのはとても難しい……ああ、彼らはそれについてはとても滑稽です。」
デニスは、マリガンとロバーツの間に俳優のジェラルド・S・オローリンとも交際していた。

## 主な出演作品

### 映画
| 年   | 原題                                              | 邦題                                 | 役名                     | 備考                                                                                       |
| ---- | ------------------------------------------------- | ------------------------------------ | ------------------------ | ------------------------------------------------------------------------------------------ |
| 1961 | Splendor in the Grass                             | 草原の輝き                           | ケイ                     |                                                                                            |
| 1966 | Who's Afraid of Virginia Woolf?                   | ヴァージニア・ウルフなんかこわくない | ハネー                   | アカデミー助演女優賞                                                                       |
| 1966 | The Three Sisters                                 | 三人姉妹                             | イリーナ                 |                                                                                            |
| 1967 | Up the Down Staircase                             | 下り階段をのぼれ                     | シルビア・バレット       | モスクワ国際映画祭 最優秀女優賞（『A Time in the Sun』のグリネット・モルヴィグと同時受賞） |
| 1967 | The Fox                                           | 女狐                                 | ジル・バンフォード       |                                                                                            |
| 1968 | Sweet November                                    | 今宵かぎりの恋                       | サラ・ディーバー         |                                                                                            |
| 1969 | A Touch of Love                                   | 愛のふれあい                         | ロザムンド・ステイシー   |                                                                                            |
| 1969 | That Cold Day in the Park                         | 雨にぬれた舗道                       | フランシス・オースティン |                                                                                            |
| 1970 | The Out of Towners                                | おかしな夫婦                         | グウェン・ケラーマン     | ゴールデングローブ賞 映画部門 主演女優賞 (ミュージカル・コメディ部門) ノミネート           |
| 1975 | Mr. Sycamore                                      |                                      | ジェーン・グウィルト     |                                                                                            |
| 1976 | God Told Me To                                    | ディーモン/悪魔の受精卵              | マーサ・ニコラス         | 別題: 神が殺せと云った                                                                     |
| 1977 | Nasty Habits                                      |                                      | シスター・ウィニフレッド |                                                                                            |
| 1981 | The Four Seasons                                  | 四季                                 | アン・カラン             |                                                                                            |
| 1982 | Come Back to the 5 & Dime, Jimmy Dean, Jimmy Dean | わが心のジミー・ディーン             | モナ                     |                                                                                            |
| 1986 | Laughter in the Dark                              |                                      | 不詳                     |                                                                                            |
| 1988 | Another Woman                                     | 私の中のもうひとりの私               | クレア                   |                                                                                            |
| 1988 | 976-EVIL                                          | ホラー・スコープ                     | ルーシー・ウィルモスおば |                                                                                            |
| 1989 | Parents                                           | ペアレンツ                           | ミリー・デュー           |                                                                                            |
| 1991 | The Indian Runner                                 | インディアン・ランナー               | ロバーツ夫人             | 最後の映画出演                                                                             |

### テレビ
| 年   | 原題                      | 邦題                                   | 役名                     | エピソード                                  |
| ---- | ------------------------- | -------------------------------------- | ------------------------ | ------------------------------------------- |
| 1956 | Guiding Light             | ガイディング・ライト                   | アリス・ホールデン       | 不詳                                        |
| 1962 | Naked City                | 裸の町                                 | エレノア・アン・ハッバー | 「Idylls of a Running Back」                |
| 1963 | Naked City                | 裸の町                                 | ロレーヌ                 | 「Carrier」                                 |
| 1963 | The Fugitive              | 逃亡者                                 | キャシー・ボーリン       | 「The Other Side of the Mountain」          |
| 1964 | Arrest and Trial          | 事件と裁判                             | モリー・ホワイト         | 「Somewhat Lower Than the Angels」          |
| 1964 | Mr. Broadway              |                                        | パトリシア・ケルシー     | 「Don't Mention My Name in Sheboygan」      |
| 1968 | A Hatful of Rain          |                                        | セリア・ポープ           | テレビ映画                                  |
| 1970 | Only Way Out Is Dead      | 心臓コレクター                         | イーニッド・ビンガム博士 | テレビ映画                                  |
| 1972 | Something Evil            | 恐怖の館                               | マージョリー・ワーデン   | テレビ映画                                  |
| 1978 | Police Story              | ポリス・ストーリー                     | シャロン・ブリストル     | 「Day of Terror... Night of Fear」          |
| 1978 | Perfect Gentlemen         |                                        | ソフィー・ローゼンマン   | テレビ映画                                  |
| 1980 | Wilson's Reward           |                                        | マーサ・ジェームス       | テレビ映画                                  |
| 1985 | The Execution             |                                        | エルザ・スパーン         | テレビ映画                                  |
| 1985 | The Love Boat             | ラブ・ボート                           | ジーナ・コールドウェル   | 「Roommates/Heartbreakers/Out of the Blue」 |
| 1985 | Alfred Hitchcock Presents | アルフレッド・ヒッチコック・プレゼンツ | ヘレン                   | 「Arthur, or the Gigolo」                   |
| 1985 | Young People's Specials   |                                        | パトリシア・ベンソン     | 「The Trouble with Mother」                 |
| 1986 | The Equalizer             | ザ・シークレット・ハンター             | ケイ・ウェズリー         | 「Out of the Past」                         |

### 舞台
| 公演                          | 原題                                                   | 邦題                             | 役名                                    | 備考                    |
| ----------------------------- | ------------------------------------------------------ | -------------------------------- | --------------------------------------- | ----------------------- |
| 1957年12月5日–1959年1月17日   | The Dark at the Top of the Stairs                      | 階段の上の暗闇                   | リーニー・フラッド / フラート・コンロイ | 代役                    |
| 1960年10月20日–1960年11月19日 | Face of a Hero                                         |                                  | ミリセント・ビショップ                  | Theatre World Award     |
| 1961年11月1日−1962年1月27日   | The Complaisant Lover                                  |                                  | アン・ハワード                          |                         |
| 1962年4月5日−1963年4月13日    | A Thousand Clowns                                      | 裏街・太陽の天使                 | サンドラ・マーコウィッツ                | トニー賞 演劇助演女優賞 |
| 1964年2月18日−1966年6月26日   | Any Wednesday                                          | 水曜ならいいわ                   | エレン・ゴードン                        | トニー賞 演劇主演女優賞 |
| 1967年10月15日–1967年11月18日 | Daphne in Cottage D                                    |                                  | ダフネ                                  |                         |
| 1971年3月29日–1971年6月26日   | How the Other Half Loves                               |                                  | テレサ・フィリップス                    |                         |
| 1973年1月16日                 | Let Me Hear You Smile                                  |                                  | ハンナ・ヘイウッド                      |                         |
| 1974年10月8日−1976年3月6日    | Absurd Person Singular                                 |                                  | エヴァ                                  |                         |
| 1975年3月14日–1978年9月3日    | Same Time, Next Year                                   | セイム・タイム、ネクスト・イヤー | ドリス                                  | 交代                    |
| 1981年8月6日–1981年9月5日     | The Supporting Cast                                    |                                  | サリー                                  |                         |
| 1982年2月18日–1982年4月4日    | Come Back to the Five and Dime, Jimmy Dean, Jimmy Dean | わが心のジミー・ディーン         | モナ                                    |                         |